# Saint-Nabord
Saint-Nabord és un municipi francès, situat al departament dels Vosges i a la regió del Gran Est. L'any 2007 tenia 3.953 habitants.

## Demografia

### Població
El 2007 la població de fet de Saint-Nabord era de 3.953 persones. Hi havia 1.607 famílies, de les quals 420 eren unipersonals (149 homes vivint sols i 271 dones vivint soles), 507 parelles sense fills, 531 parelles amb fills i 149 famílies monoparentals amb fills.
La població ha evolucionat segons el següent gràfic:
Habitants censats

### Habitatges
El 2007 hi havia 1.745 habitatges, 1.624 eren l'habitatge principal de la família, 43 eren segones residències i 79 estaven desocupats. 1.290 eren cases i 447 eren apartaments. Dels 1.624 habitatges principals, 1.114 estaven ocupats pels seus propietaris, 490 estaven llogats i ocupats pels llogaters i 21 estaven cedits a títol gratuït; 36 tenien una cambra, 97 en tenien dues, 226 en tenien tres, 360 en tenien quatre i 904 en tenien cinc o més. 1.345 habitatges disposaven pel capbaix d'una plaça de pàrquing. A 726 habitatges hi havia un automòbil i a 752 n'hi havia dos o més.

### Piràmide de població
La piràmide de població per edats i sexe el 2009 era:
| Homes | Edats   | Dones |
| ----- | ------- | ----- |
| 4     | 95 o +  | 4     |
| 8     | 90 a 94 | 8     |
| 16    | 85 a 89 | 32    |
| 12    | 80 a 84 | 24    |
| 44    | 75 a 79 | 56    |
| 44    | 70 a 74 | 48    |
| 68    | 65 a 69 | 80    |
| 116   | 60 a 64 | 104   |
| 108   | 55 a 59 | 112   |
| 128   | 50 a 54 | 144   |
| 172   | 45 a 49 | 164   |
| 188   | 40 a 44 | 192   |
| 128   | 35 a 39 | 124   |
| 120   | 30 a 34 | 116   |
| 120   | 25 a 29 | 88    |
| 104   | 20 a 24 | 108   |
| 196   | 15 a 19 | 116   |
| 124   | 10 a 14 | 144   |
| 160   | 5 a 9   | 120   |
| 100   | 0 a 4   | 112   |

## Economia
El 2007 la població en edat de treballar era de 2.617 persones, 1.964 eren actives i 653 eren inactives. De les 1.964 persones actives 1.746 estaven ocupades (920 homes i 826 dones) i 218 estaven aturades (115 homes i 103 dones). De les 653 persones inactives 277 estaven jubilades, 214 estaven estudiant i 162 estaven classificades com a «altres inactius».

### Ingressos
El 2009 a Saint-Nabord hi havia 1.638 unitats fiscals que integraven 4.109,5 persones, la mediana anual d'ingressos fiscals per persona era de 18.103 €.

### Activitats econòmiques
Dels 217 establiments que hi havia el 2007, 2 eren d'empreses extractives, 1 d'una empresa alimentària, 1 d'una empresa de fabricació de material elèctric, 20 d'empreses de fabricació d'altres productes industrials, 46 d'empreses de construcció, 59 d'empreses de comerç i reparació d'automòbils, 13 d'empreses de transport, 16 d'empreses d'hostatgeria i restauració, 2 d'empreses d'informació i comunicació, 8 d'empreses financeres, 7 d'empreses immobiliàries, 24 d'empreses de serveis, 12 d'entitats de l'administració pública i 6 d'empreses classificades com a «altres activitats de serveis».
Dels 50 establiments de servei als particulars que hi havia el 2009, 1 era una oficina de correu, 1 funerària, 8 tallers de reparació d'automòbils i de material agrícola, 1 taller d'inspecció tècnica de vehicles, 1 establiment de lloguer de cotxes, 2 paletes, 2 guixaires pintors, 10 fusteries, 6 lampisteries, 6 electricistes, 1 empresa de construcció, 2 perruqueries, 8 restaurants i 1 saló de bellesa.
Dels 10 establiments comercials que hi havia el 2009, 1 era un hipermercat, 1 un supermercat, 1 una botiga de menys de 120 m², 1 una fleca, 1 una llibreria, 1 una botiga d'equipament de la llar, 1 una sabateria, 1 una botiga d'electrodomèstics i 2 floristeries.
L'any 2000 a Saint-Nabord hi havia 39 explotacions agrícoles que ocupaven un total de 448 hectàrees.

## Equipaments sanitaris i escolars
El 2009 hi havia 1 farmàcia i 3 ambulàncies.
El 2009 hi havia 2 escoles maternals i 2 escoles elementals.

## Poblacions més properes
El següent diagrama mostra les poblacions més properes.